# Brachypteroma magnanii
Brachypteroma magnanii là một loài bọ cánh cứng trong họ Cerambycidae.